# Alejandro Ceballos
Alejandro Ceballos (Buenos Aires, 26 de abril de 1885 - íb. 29 de diciembre de 1973) fue un médico argentino.

## Biografía
Estudió en la Facultad de Ciencias Médicas de la Universidad de Buenos Aires (UBA), asistiendo posteriormente a diversas clínicas en capitales europeas. En 1917 fue nombrado profesor suplente de patología quirúrgica en la Facultad de Ciencias Médicas de la Universidad Nacional de La Plata, siendo profesor titular desde 1931. Desde 1938 fue docente de clínica quírúrgica en la Facultad de Medicina de la UBA.
En 1940, fue candidato a diputado nacional por la lista de la Concordancia. Ceballos integró la Acción Argentina, asociación en la que fue su secretario general hasta 1943.
En 1946 apoyó a la Unión Democrática e integró la lista de "Unidad y Resistencia", que agrupaba a demócratas progresistas, comunistas e independientes, como candidato a diputado nacional.
Fue reincorporado a la UBA en octubre de 1955. En abril de 1956 fue designado como académico titular de la Academia Nacional de Ciencias de Córdoba. En mayo de 1956 la dictadura de Pedro Eugenio Aramburu lo nombró como rector interventor de la Universidad de Buenos Aires, desempeñándose allí hasta diciembre de 1957. En su período encabezó la inauguración de la Facultad de Farmacia y Bioquímica. La misma fue creada por Decreto Ley 5.293 el 24 de mayo de 1956, con las firmas de Aramburu, y del entonces ministro de Educación y Justicia, Acdel Ernesto Salas.
Entre enero y mayo de 1958 fue ministro de Relaciones Exteriores y Culto (canciller) de la Nación. Posteriormente Arturo Frondizi lo nombró embajador en Francia. Allí organizó la visita del presidente argentino a Charles De Gaulle en junio de 1960 y logró la colocación de una estatua de José de San Martín en el parque Montsouris, frente a la Casa argentina de la Ciudad Universitaria de París.
También ha colaborado en el seminario Argentina Libre.